# Grigori Lwowitsch Roschal

Grabstein mit Abbild Roschals auf dem Kunzewoer Friedhof in Moskau

Grigori Lwowitsch Roschal (russisch Григорий Львович Рошаль; * 9. Oktoberjul. / 21. Oktober 1899greg. in Nowosybkow, Russisches Kaiserreich; † 11. Januar 1983 in Moskau) war ein sowjetischer Theater- und Filmregisseur und Drehbuchautor.
Grigori Roschal hatte Schauspielunterricht bei Wsewolod Meyerhold. Danach arbeitete er als Theaterregisseur, insbesondere für Theaterstücke für Kinder. 1926 hatte er sein Debüt als Filmregisseur. In Deutschland drehte er 1928 den Film Salamandra, eine Koproduktion von Prometheus Film und Meschrabpom. Der Film fand in Deutschland keine Freigabe durch die Filmprüfstelle und wurde nur in der Sowjetunion aufgeführt. Seine bis 1968 andauernde Filmtätigkeit in der Sowjetunion umfasst zahlreiche Filmbiografien von Komponisten und Dichtern sowie Literaturverfilmungen. Mit Alexander Ptuschko schrieb er das Drehbuch zum 1935 erschienenen Film Der neue Gulliver (Nowy Gulliver).
Roschal war mit Wera Pawlowna Strojewa verheiratet.

## Filmografie (Auswahl)
- 1928: Salamandra
- 1934: Petersburger Nacht
- 1941: Das Werk der Artamonows
- 1946: Abais Lieder
- 1949: Entschleierte Geheimnisse
- 1950: Melodie des Lebens
- 1953: Rimski-Korsakow
- 1957: Die Schwestern
- 1958: Das Jahr 18
- 1959: Trüber Morgen